# Richard Gertenbach (Politiker, 1884)
Richard Gertenbach (* 22. Mai 1884 in Schwelm; † 8. August 1945 in Wuppertal-Elberfeld) war ein deutscher Jurist und Politiker. Er war von 1919 bis 1933 Oberbürgermeister der Stadt Iserlohn.

## Leben und Wirken
Richard Gertenbach wurde als Sohn des Schwelmer Bürgermeisters geboren und besuchte die Realschule in Lennep und die Oberrealschule in Barmen. Während seines Studiums der Rechts- und Staatswissenschaften in Halle und Bonn wurde er 1904 Mitglied der Burschenschaft Alemannia auf dem Pflug Halle. Ab 1904 war er bis 1914 Gerichtsreferendar, dann bis 1916 Gerichtsassessor und im Anschluss bis 1917 kommissarischer Bürgermeister von Lennep. Danach war er bis 1919 Beigeordneter der Stadt Remscheid und wurde am 23. April 1919 zum Bürgermeister der Stadt Iserlohn gewählt, seit dem 18. November 1919 führte er den Titel eines Oberbürgermeisters. 1931 erneut für zwölf Jahre gewählt, wurde er 1933 von den Nationalsozialisten seines Amtes enthoben und in den Ruhestand versetzt.
Gertenbach war Einjährig-Freiwilliger beim Telegraphen-Bataillon Nr. 3 und wurde 1912 Leutnant der Reserve. Am Ersten Weltkrieg nahm er in Frankreich, Flandern und Italien teil. 1918 wurde er zum Oberleutnant der Reserve befördert.